# Abito talare

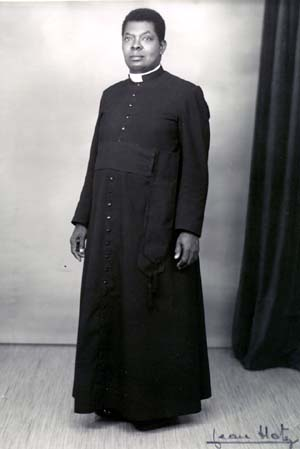
Presbitero africano con la veste talare

L'abito talare, o più semplicemente la talare, o anche abito piano, è la veste ecclesiastica del clero di alcune confessioni cristiane. 
La parola talare deriva dalla parola latina "talus", tallone, proprio perché essa scende fino ai piedi. La talare prende origine dalla veste dei sacerdoti ebraici, che aveva una foggia simile.

## Chiesa cattolica
Nella Chiesa cattolica, il termine abito talare (o abito piano) indica sia la sola veste che copre fino ai talloni i membri del clero (la quale può avere differenti colori), sia l'intero insieme di accessori che compongono l'abito ordinario del clero cattolico, ovvero quello utilizzato giornalmente fuori dalle celebrazioni liturgiche; l'insieme delle vesti e degli accessori che compongono l'abito che il clero cattolico indossa durante le liturgie, quando non officia, è chiamato, invece, abito corale.

### Modelli di veste talare presbiterale
Si possono elencare vari modelli di talari indossate dai presbiteri cattolici:
- la talare romana ha maniche lunghe, è stretta fino alla vita come una giacca, prosegue fino a terra svasata e più ampia; il tutto chiuso da una striscia di bottoni sulla parte anteriore;
- la talare ambrosiana (dei preti del clero di Milano), ha solo cinque bottoni sotto il collo ed è chiusa da una fascia; il colletto è a girocollo;
- la talare bresciana (dei presbiteri della diocesi di Brescia) è simile alla romana, ma è più larga in vita; non ha i manicotti, ma dei bottoni sull'estremità della manica; è chiusa da cima a fondo con dei bottoni, dai quali però solo il primo è visibile, mentre gli altri sono nascosti sotto una finta;
- la talare piemontese si differenzia dalla talare romana per il taglio del colletto a V;
- la talare novarese si differenzia dalla talare romana per il colletto a girocollo senza tagli;
- la talare mantovana si differenzia dalla talare romana per il colletto a girocollo senza tagli e per la vita più ampia.

### Gli accessori che completano l'abito talare
Quando l'abito talare è indossato fuori dalle funzioni liturgiche è completato dalla pellegrina, dalla fascia, dallo zucchetto, dalla croce pettorale con catena e dall'anello episcopale; tali accessori sono obbligatori per i vescovi, i cardinali e il papa, mentre per i presbiteri è richiesto l'impiego della sola veste talare, dato che non possiedono la facoltà di indossare la croce pettorale e l'anello episcopale e, inoltre, l'uso degli altri accessori (ovvero pellegrina, fascia e zucchetto) rimane per loro facoltativo. Si noti che, quando papa Benedetto XVI rinunciò al ministero petrino, decise di continuare ad indossare l'abito talare bianco, tipico del papa, omettendo, però, l'uso della pellegrina e della fascia. Tutti i chierici, quando indossano l'abito piano, possono anche adoperare il saturno, un copricapo circolare, di colore rosso per il papa e nero per tutti gli altri. Quando è opportuno, il saturno può essere ornato con corde e fiocco, di colore verde per i vescovi e rosso e dorato per i cardinali; il saturno del papa è invece dotato di ornamenti dorati. Nei periodi freddi, sopra la talare s'indossa un lungo cappotto detto greca.
Quando l'abito talare è indossato durante le celebrazioni liturgiche dove il chierico non è officiante, esso è completato da alcuni accessori che compongono, dunque, l'abito corale.

### I colori della talare
La talare viene indossata, dunque, in differenti colori a seconda del grado e del tipo di circostanza:
- i presbiteri usano la talare interamente nera sia quando indossano l'abito piano che l'abito corale; quando indossano l'abito piano, possono aggiungere il ferraiolo di medesimo colore in occasioni civili di particolare solennità. I parroci che ne avessero diritto, in occasioni solenni, possono utilizzare una mantellina con bottoni rossi. La veste talare nera viene poi indossata da alcuni laici, nell'esercizio di precise funzioni di ministero all'altare, come i seminaristi, gli accoliti e i ministranti: in questo caso, però, viene sovrapposta sempre la cotta.
- i cappellani di Sua Santità usano la talare nera con filettature, bordini, cuciture, asole e bottoni di colore paonazzo, sia quando indossano l'abito piano che l'abito corale.
- i prelati d'onore di Sua Santità, i protonotari apostolici soprannumerari, i prelati Superiori dei Dicasteri della Curia romana che non hanno la dignità episcopale, gli uditori della Sacra Rota Romana, il promotore generale di giustizia e il difensore del Vincolo presso il Supremo tribunale della Segnatura apostolica, i protonotari Apostolici de numero, i chierici della Camera apostolica, i prelati dell'Anticamera Pontificia e i vescovi indossano la talare nera con filettature, bordini, cuciture, asole e bottoni paonazzi per l'abito piano; quando indossano l'abito piano, eccetto i prelati d'onore di Sua Santità, possono aggiungere il ferraiolo di colore paonazzo in occasioni civili di particolare solennità. Tutti questi prelati, quando indossano l'abito corale, usano, invece, la talare interamente di colore paonazzo con occhielli, bottoni, bordi e fodera cremisi.
- i cardinali usano la talare nera con filettature, bordini, cuciture, asole e bottoni rosso ponsò per l'abito piano; quando indossano l'abito piano, possono aggiungere il ferraiolone di colore rosso marezzato in occasioni civili di particolare solennità. I cardinali, quando indossano l'abito corale, usano, invece, la talare interamente di colore rosso ponsò.
- il papa usa la talare completamente bianca in lanetta, sia quando veste l'abito talare sia l'abito corale. Esisteva anche la tradizione, sopravvissuta fino a tempi recenti, di una veste tutta in seta moirée bianca per il giorno dell'elezione del pontefice e per alcune circostanze solenni (come analogamente per i cardinali rossa in seta moirée e per i nunzi apostolici paonazza in seta moirée, cioè le venature tipiche di questa seta trattata, nelle solennità più importanti).

#### L'uso del colore bianco nei paesi di missione

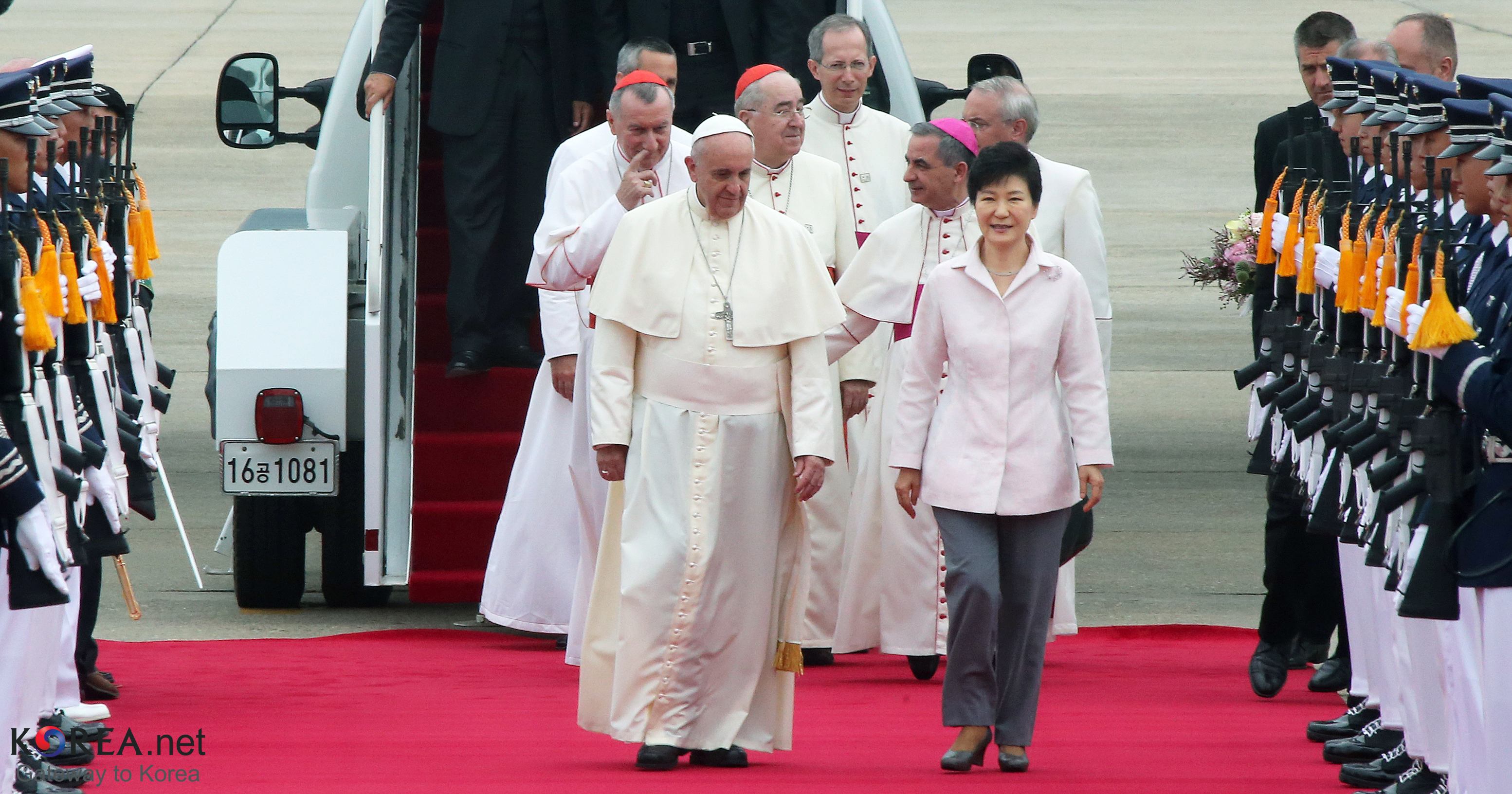
Si noti l'impiego della talare bianca da parte di prelati di diverso grado: in primo piano papa Francesco porta la talare totalmente bianca, mentre gli altri chierici la portano con occhielli, bottoni, bordi, fodera, fascia, e zucchetto del grado corrispondente

Il colore bianco può essere utilizzato anche dai preti, dai prelati, dai vescovi e dai cardinali che si trovano in terra di missione, o vivono in zone tropicali o dove il clima è particolarmente caldo, a patto che occhielli, bottoni, bordi, fodera, fascia, e zucchetto siano del grado corrispondente (ad esempio, un semplice presbitero può indossarlo bianco ma con occhielli, bottoni, bordi e fodera neri), per differenziarsi dall'abito piano del papa, giacché quest'ultimo è l'unico che può interamente vestirsi di bianco.

### Altri usi della talare
Oggi alla talare si è affiancato il cosiddetto clergyman, composto da pantaloni, camicia con colletto rigido bianco e giacca: il colletto della camicia è realizzato sul modello del colletto dell'abito talare.
Esistono però alcuni casi particolari come l'abito dei Missionari del Preziosissimo Sangue: la congregazione fondata da san Gaspare del Bufalo, sulla talare viene indossato (ad imitazione del suo fondatore) un crocefisso di ottone, retto da una catena anch'essa d'ottone, che sta ad indicare il vincolo di carità che unisce i Missionari vicendevolmente, perché legati a Cristo.
Altro caso sui generis è l'abito tradizionale dei passionisti, costituito da tonaca nera (in origine in panno grosso di lana, oggi anche in altra stoffa), in segno di lutto per la Passione e morte di Gesù e una cintura in cuoio o stoffa.
Sul lato sinistro della tonaca, all'altezza del petto, portano un distintivo con il nome di Cristo e il titolo della sua Passione (Jesu XPI Passio) inciso a lettere bianche su un cuore sormontato da una piccola croce bianca, e con i tre chiodi in basso. Le regole del 1775 imponevano di indossare ai piedi sandali senza calze, se non in caso di malattia; regola poi "abbandonata" nelle successive costituzioni del 1984. Eventualmente, nella vita quotidiana, possono uniformarsi alle usanze del clero secolare locale.

### Modelli iconografici dell'abito piano
Di seguito alcune immagini stilizzate dell'abito piano dei vari membri della gerarchia cattolica.
|      |              |           |         |            |                                                |
| Papa | Papa emerito | Cardinale | Vescovo | Monsignore | Presbitero / Seminarista candidato agli ordini |

|                            |                                   |                                 |                               |
| Papa con tabarro e saturno | Cardinale con ferraiolo e saturno | Vescovo con ferraiolo e saturno | Prete con ferraiolo e saturno |

### Galleria d'immagini

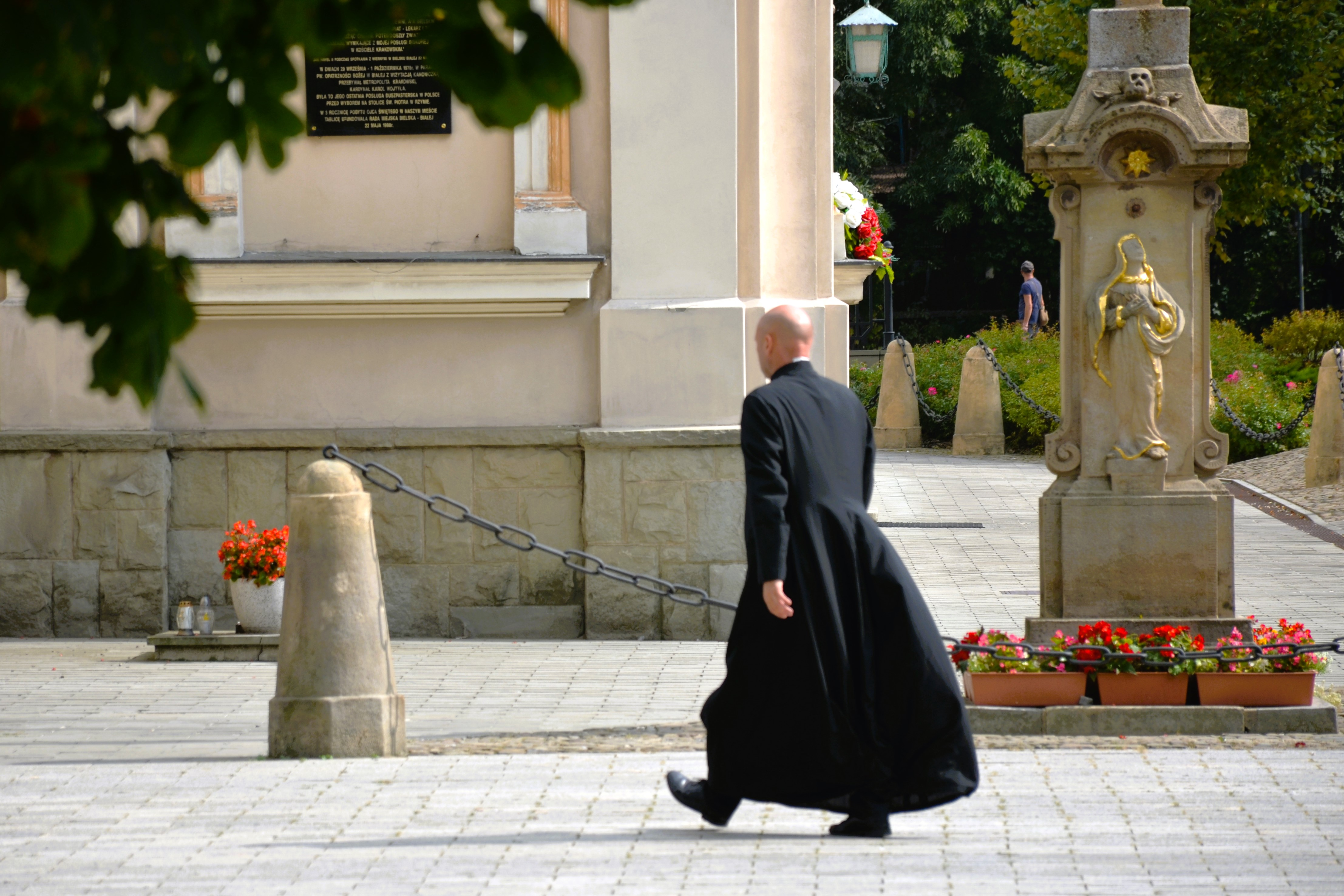
Un sacerdote indossa l'abito talare
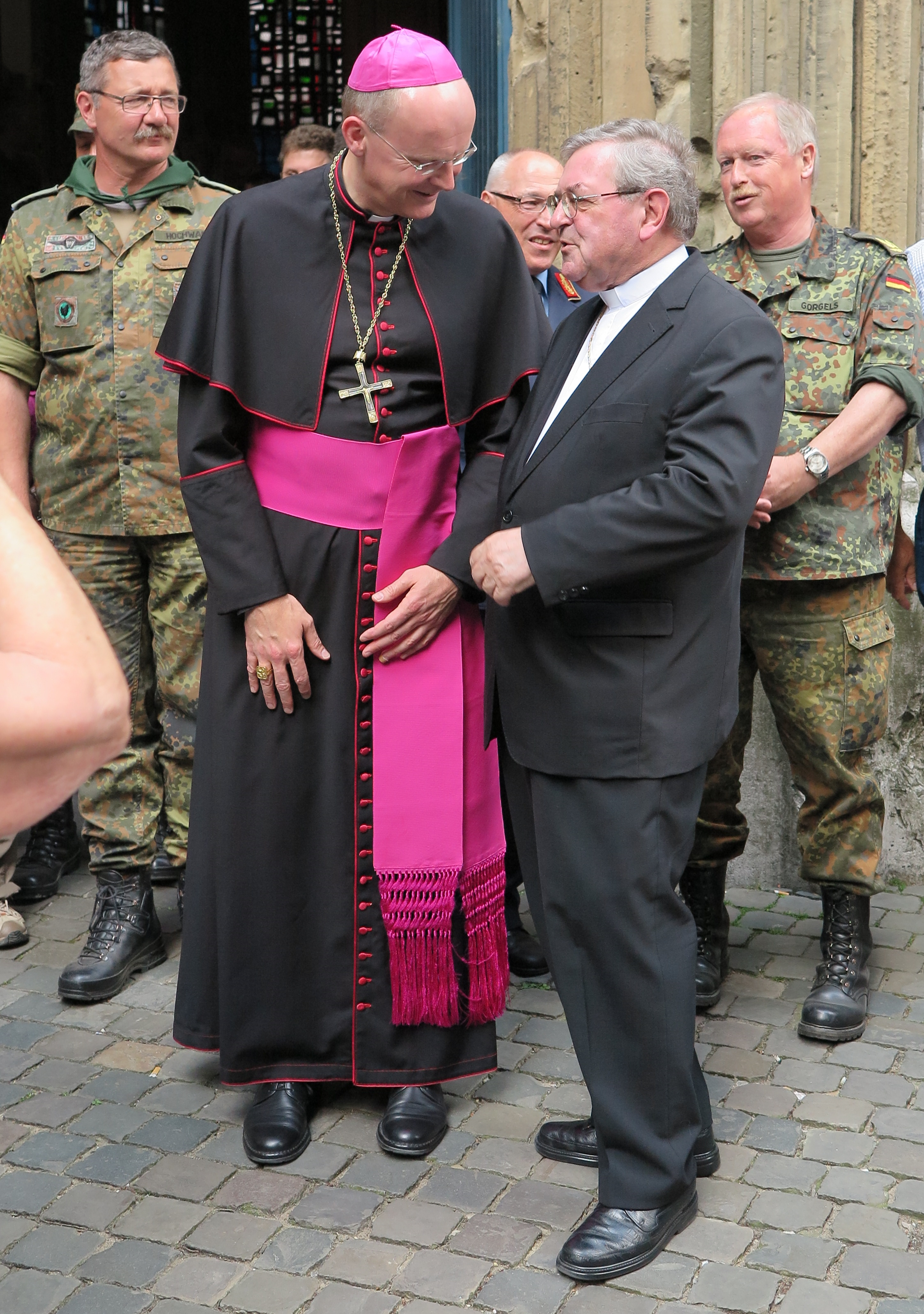
Mons. Franz-Josef Overbeck in abito piano vescovile
Vari prelati di diverso grado indossano l'abito talare (il cardinale Pietro Parolin, l'ultimo a destra, indossa anche la greca nera)
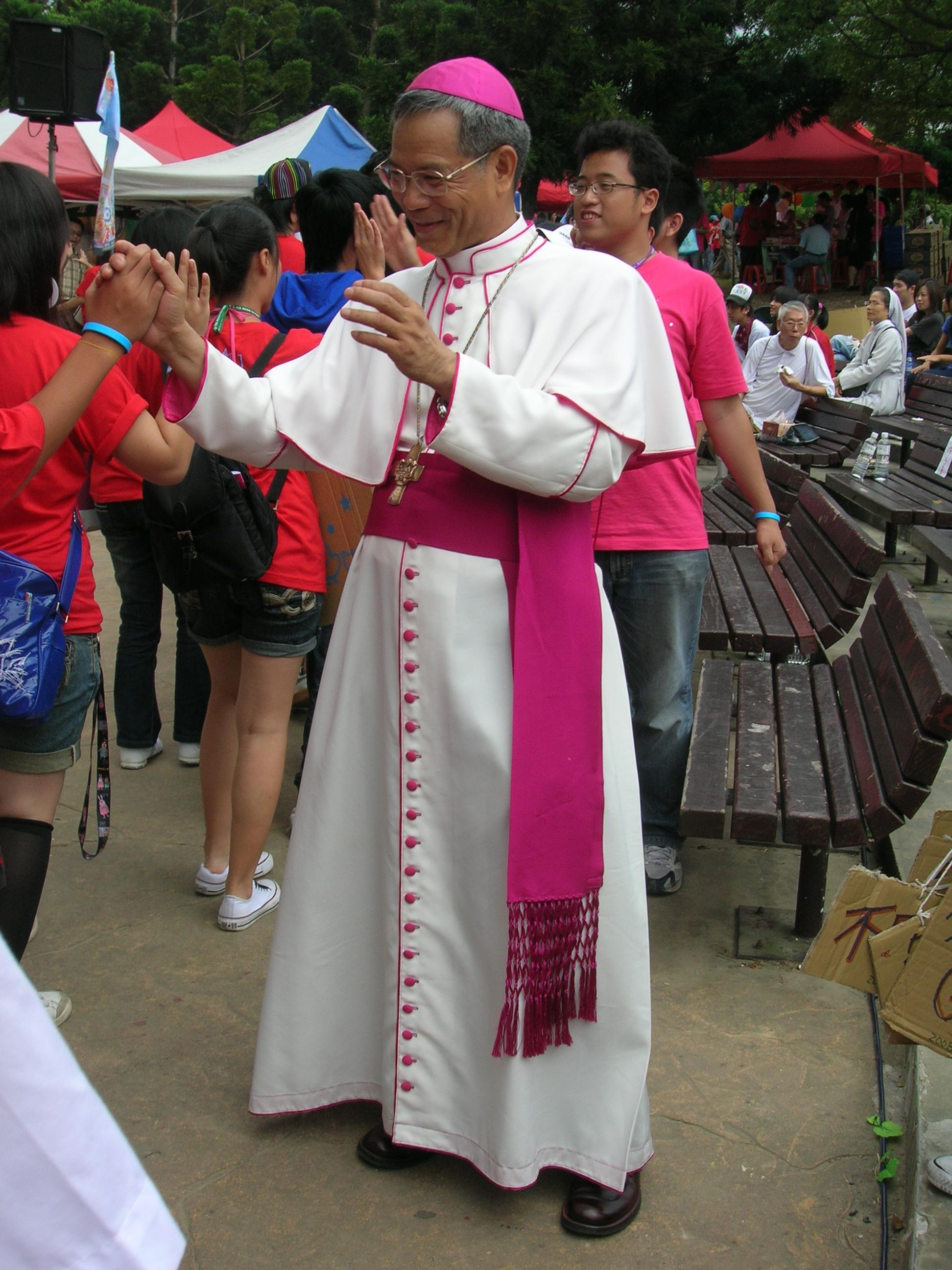
Mons. John Hung Shan-chuan indossa l'abito piano bianco, tipico dei paesi di missione
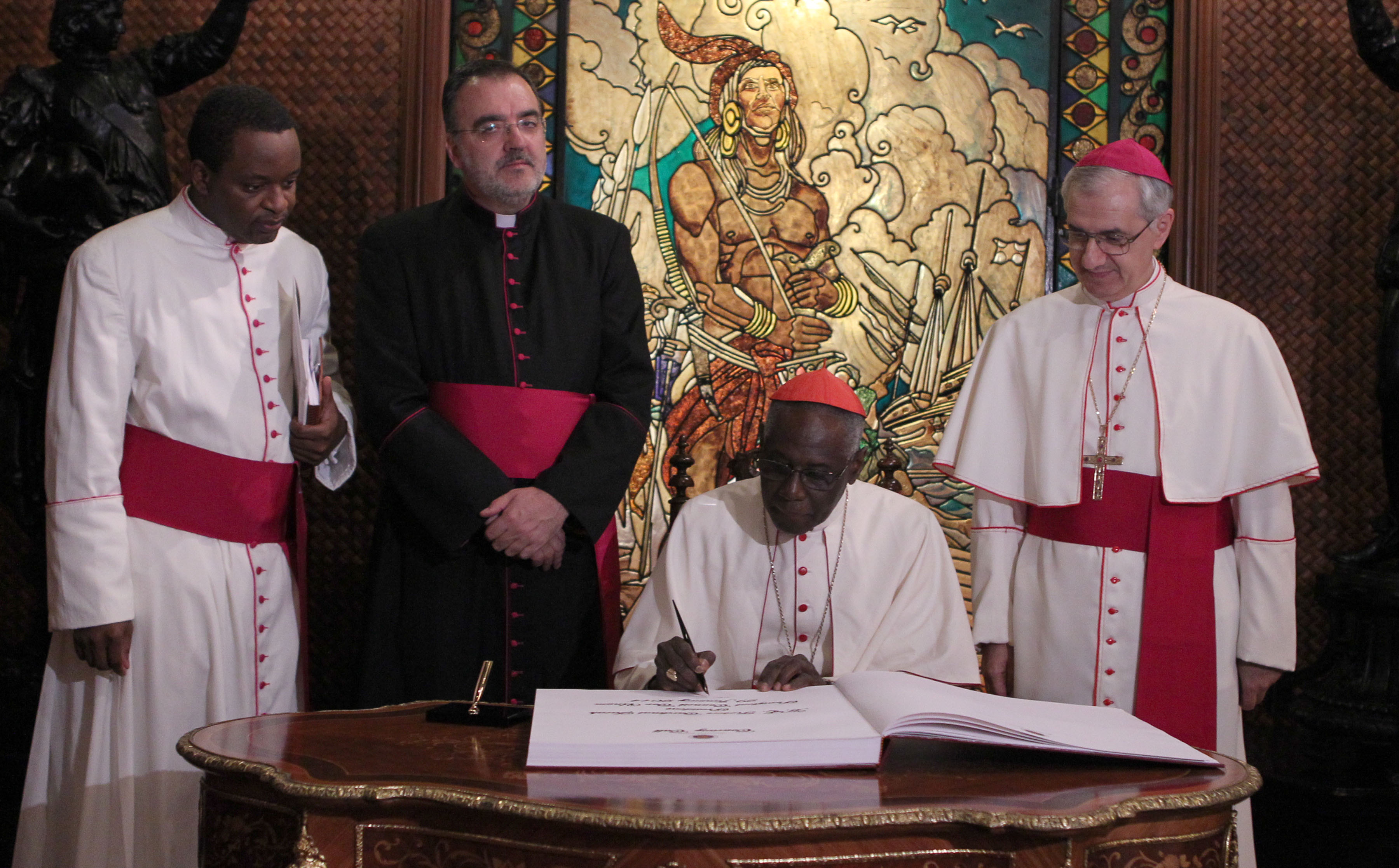
Vari ecclesiastici, tra cui il cardinale Robert Sarah (al centro, seduto), indossano l'abito piano loro proprio
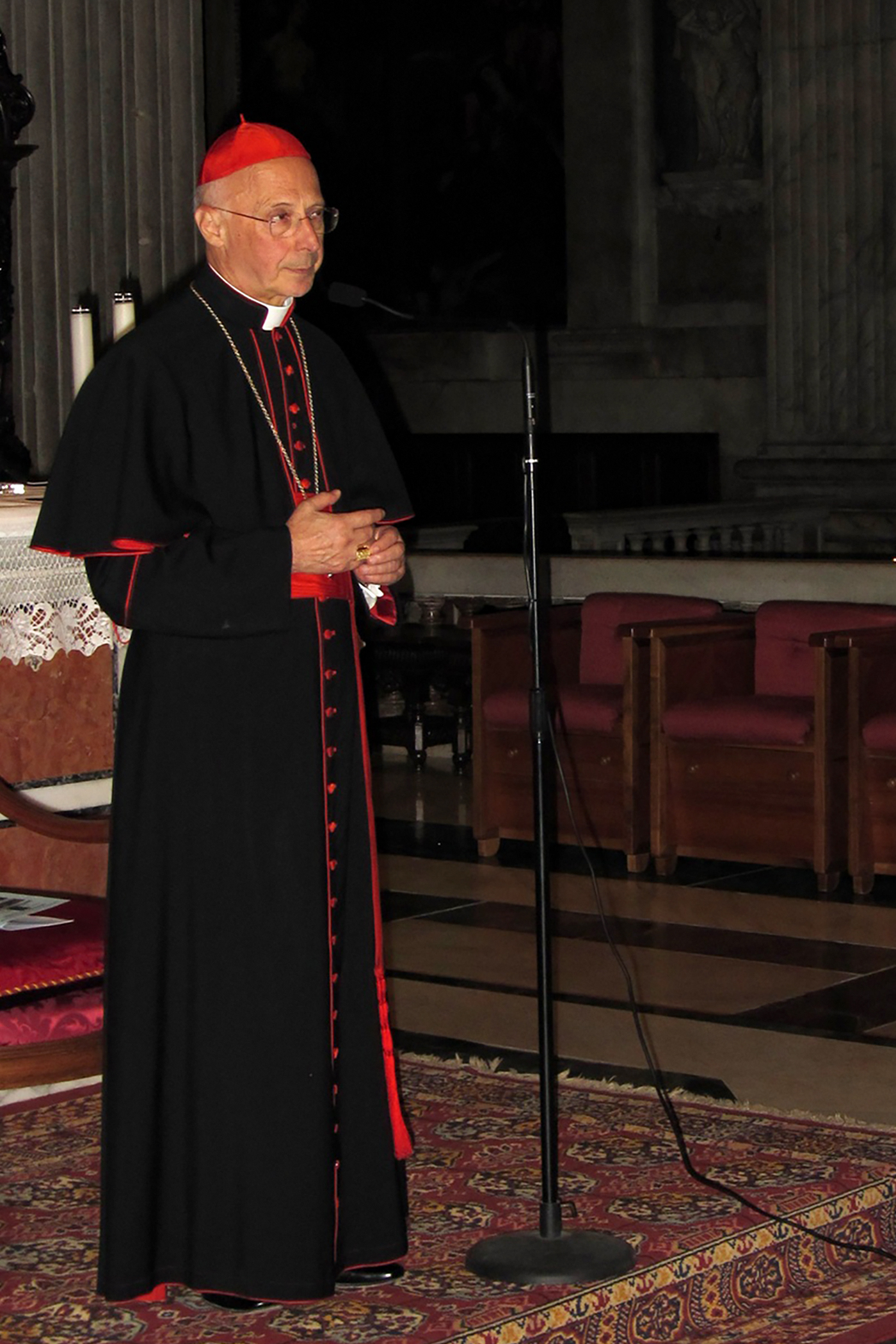
Il cardinale Angelo Bagnasco in abito talare
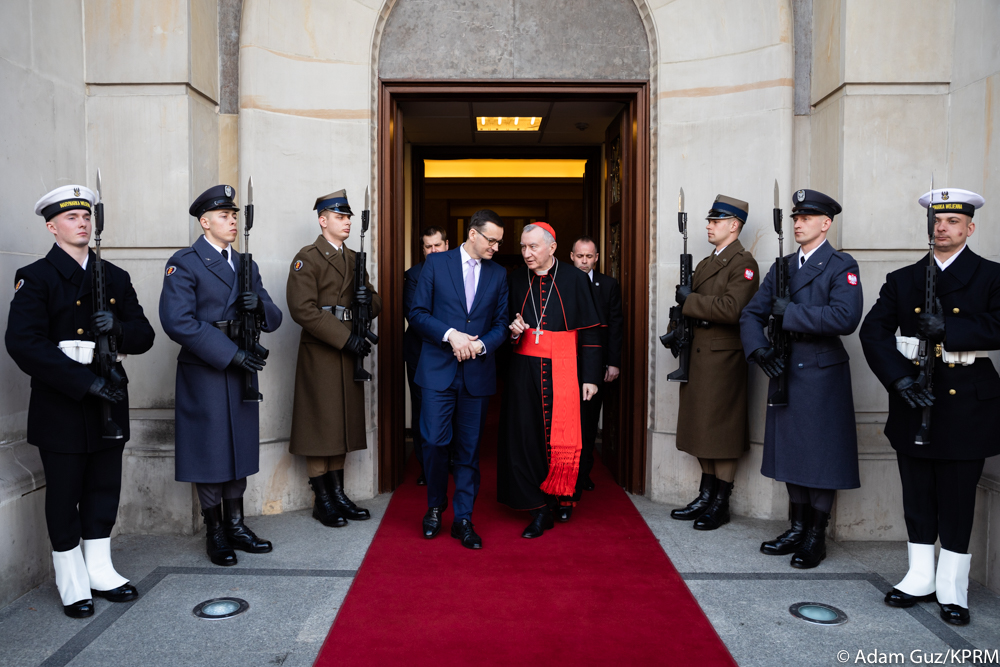
Il cardinale Pietro Parolin indossa l'abito talare
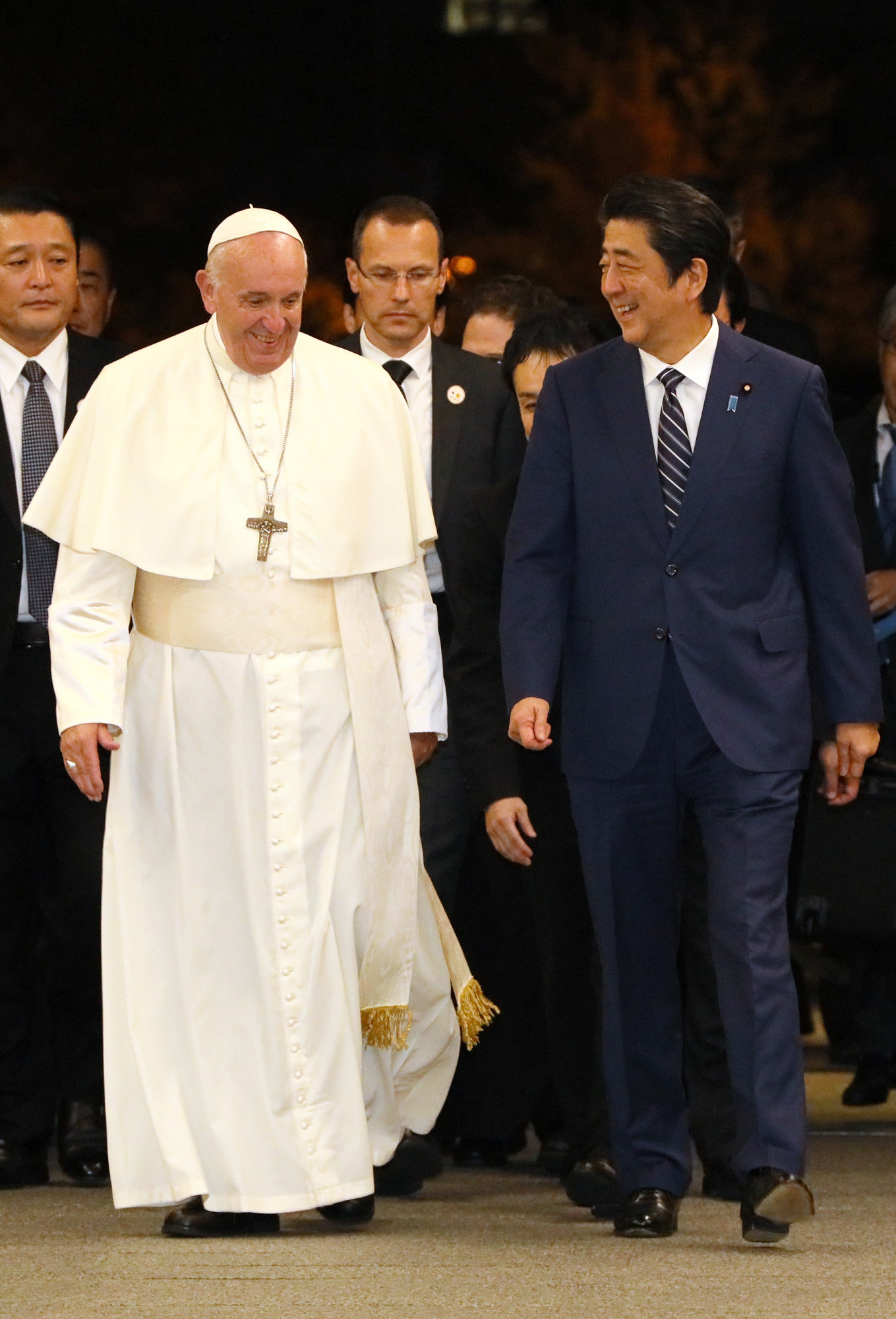
Papa Francesco, con Shinzō Abe, indossa l'abito talare
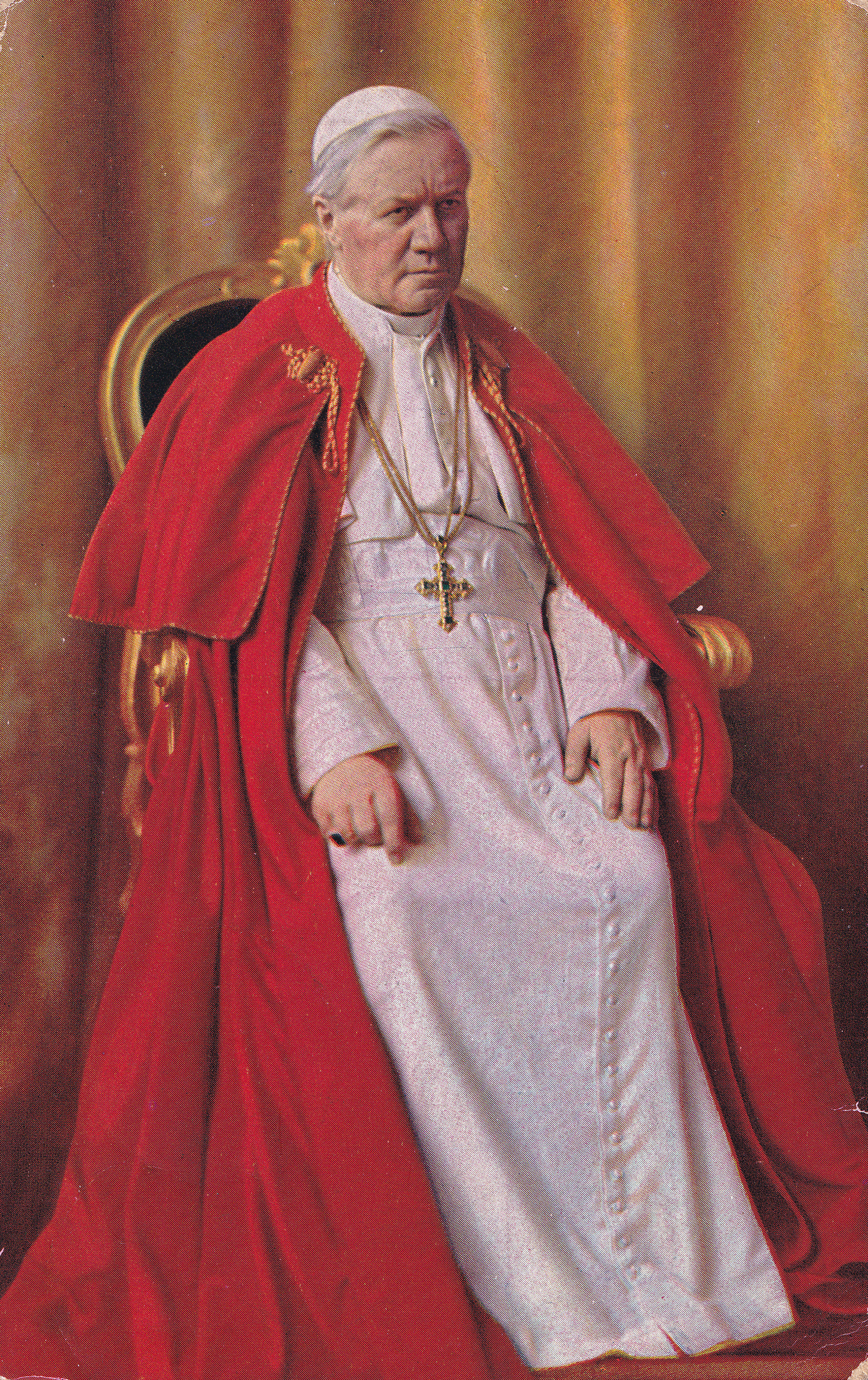
Papa Pio X indossa il tabarro sopra l'abito talare

## Chiesa ortodossa (e Chiese cattoliche di rito orientale)
|         |                                            |                 |                           |        |                    |
| Vescovo | Prete con Zostikon, Kontorasson, e Skufia. | Prete (sposato) | Ieromonaco (prete celibe) | Monaco | Suddiacono/Diacono |

### Chiese ortodosse orientali
|                   |                 |             |               |                                |
| Patriarca siriaco | Vescovo siriaco | Prete copto | Prete siriaco | Prete copto e siriaco (monaco) |

## Chiesa anglicana
Anche nella chiesa anglicana, che si è separata dalla chiesa romana nel XVI secolo ma ne ha conservato diversi aspetti rituali, si può utilizzare l'abito talare, visto come simbolo di devozione e umiltà.
|         |          |                             |
| Vescovo | Canonico | Prete, Diacono, Seminarista |

## Chiese protestanti
Nelle chiese evangeliche - sia in quelle protestanti storiche (luterane e riformate) sia in quelle nate dai movimenti di "risveglio" - non esiste l'idea di un "clero" distinto dal laicato, e quindi non esiste nemmeno un abito che nella vita quotidiana distingua alcuni membri di chiesa (neanche se fossero pastori, vescovi o anziani).
In alcune chiese "storiche", invece, si può utilizzare un abito particolare durante il culto. Il più diffuso è la toga nera, utilizzata dai pastori quando presiedono la liturgia o predicano il sermone: essa, però, non deriva dall'abito talare cattolico-romano, bensì dalla toga dei magistrati in uso nel XVI secolo.

### Chiesa luterana
|         |                     |         |
| Vescovo | Pastore (norvegese) | Pastore |